# (200280) 1999 XF244
(200280) 1999 XF244 es un asteroide perteneciente al cinturón de asteroides descubierto el 3 de diciembre de 1999 por el equipo del Lincoln Near-Earth Asteroid Research desde el Laboratorio Lincoln, Socorro, Nuevo México, Estados Unidos.

## Designación y nombre
Designado provisionalmente como 1999 XF244.

## Características orbitales
1999 XF244 está situado a una distancia media del Sol de 2,717 ua, pudiendo alejarse hasta 3,088 ua y acercarse hasta 2,346 ua. Su excentricidad es 0,136 y la inclinación orbital 16,78 grados. Emplea 1636,47 días en completar una órbita alrededor del Sol.

## Características físicas
La magnitud absoluta de 1999 XF244 es 15,5. 